# Aristida leucophaea
Aristida leucophaea är en gräsart som beskrevs av Johannes Jan Theodoor Henrard. Aristida leucophaea ingår i släktet Aristida och familjen gräs.
Artens utbredningsområde är Zimbabwe. Inga underarter finns listade i Catalogue of Life.